# A Hangover You Don't Deserve
A Hangover You Don't Deserve è il quinto album in studio della band pop punk Bowling for Soup, pubblicato nel 2004 dalla Jive Records.

## Tracce
Tutte le canzoni sono scritte da Jaret Reddick e Zac Maloy, eccetto dove indicato.
1. Almost (Reddick, Butch Walker) – 3:26
2. Trucker Hat (Reddick, Walker) – 3:01
3. 1985 (Reddick, Mitch Allan, John Allen) – 3:13
4. Get Happy – 2:56
5. Ohio (Come Back to Texas) (Reddick, Maloy, Ted Bruner) – 3:50
6. Ridiculous (Reddick, Casey Diiorio) – 3:58
7. Shut-Up and Smile – 4:02
8. Last Call Casualty (Reddick, Walker) – 3:31
9. Next Ex-Girlfriend (Reddick, Jeff Coplan) – 3:25
10. A-Hole (Reddick, Miles Zuniga) – 3:56
11. My Hometown (Reddick) – 3:02
12. Smoothie King – 4:01
13. Sad Sad Situation (Reddick, Zuniga, Tony Scalzo) – 2:25
14. Really Might Be Gone (Reddick) – 3:43
15. Down for the Count (Reddick) – 3:37
16. Two-Seater - 3:55
17. Friends O' Mine (Reddick, Zuniga, Scalzo) – 2:22
18. Somebody Get My Mom - 3:20 (traccia 18 presente nelle edizioni per il Regno Unito e il Giappone)
19. Bipolar - 2:39 (traccia 19 presente nell'edizione per il Giappone)

## Formazione
- Chris Burney - chitarra, voce
- Jaret Reddick - voce, chitarra
- Erik Chandler - basso, voce
- Gary Wiseman - batteria